# Sauviat
 (novembre 2018).
Si vous disposez d'ouvrages ou d'articles de référence ou si vous connaissez des sites web de qualité traitant du thème abordé ici, merci de compléter l'article en donnant les références utiles à sa vérifiabilité et en les liant à la section « Notes et références ».
Sauviat est une commune française située dans le département du Puy-de-Dôme en région Auvergne-Rhône-Alpes.

## Géographie
La commune est traversée par le cours de la Dore. Elle adhère au parc naturel régional Livradois-Forez.

### Lieux-dits et écarts
|                     | Courpière |                   |
| Saint-Flour-l'Étang | Sauviat   | Augerolles        |
| Domaize             |           | Tours-sur-Meymont |

### Climat
Pour des articles plus généraux, voir Climat d'Auvergne-Rhône-Alpes et Climat du Puy-de-Dôme.
En 2010, le climat de la commune est de type climat des marges montargnardes, selon une étude du Centre national de la recherche scientifique s'appuyant sur une série de données couvrant la période 1971-2000. En 2020, Météo-France publie une typologie des climats de la France métropolitaine dans laquelle la commune est exposée à un climat de montagne ou de marges de montagne et est dans la région climatique  Nord-est du Massif Central, caractérisée par une pluviométrie annuelle de 800 à 1 200 mm, bien répartie dans l’année. 
Pour la période 1971-2000, la température annuelle moyenne est de 11 °C, avec une amplitude thermique annuelle de 16,3 °C. Le cumul annuel moyen de précipitations est de 913 mm, avec 10,6 jours de précipitations en janvier et 7,7 jours en juillet. Pour la période 1991-2020, la température moyenne annuelle observée sur la station météorologique de Météo-France la plus proche, « Courpière », sur la commune de Courpière à 4 km à vol d'oiseau, est de 11,8 °C et le cumul annuel moyen de précipitations est de 876,9 mm,. Pour l'avenir, les paramètres climatiques de la commune estimés pour 2050 selon différents scénarios d'émission de gaz à effet de serre sont consultables sur un site dédié publié par Météo-France en novembre 2022.

## Urbanisme

### Typologie
Au 1er janvier 2024, Sauviat est catégorisée commune rurale à habitat très dispersé, selon la nouvelle grille communale de densité à sept niveaux définie par l'Insee en 2022.
Elle est située hors unité urbaine. Par ailleurs la commune fait partie de l'aire d'attraction de Thiers, dont elle est une commune de la couronne,. Cette aire, qui regroupe 19 communes, est catégorisée dans les aires de moins de 50 000 habitants,.

### Occupation des sols
L'occupation des sols de la commune, telle qu'elle ressort de la base de données européenne d’occupation biophysique des sols Corine Land Cover (CLC), est marquée par l'importance des territoires agricoles (59,9 % en 2018), une proportion sensiblement équivalente à celle de 1990 (60,6 %). La répartition détaillée en 2018 est la suivante : 
forêts (39,1 %), zones agricoles hétérogènes (35,7 %), prairies (21,6 %), terres arables (2,6 %), zones urbanisées (1 %). L'évolution de l’occupation des sols de la commune et de ses infrastructures peut être observée sur les différentes représentations cartographiques du territoire : la carte de Cassini (XVIIIe siècle), la carte d'état-major (1820-1866) et les cartes ou photos aériennes de l'IGN pour la période actuelle (1950 à aujourd'hui).

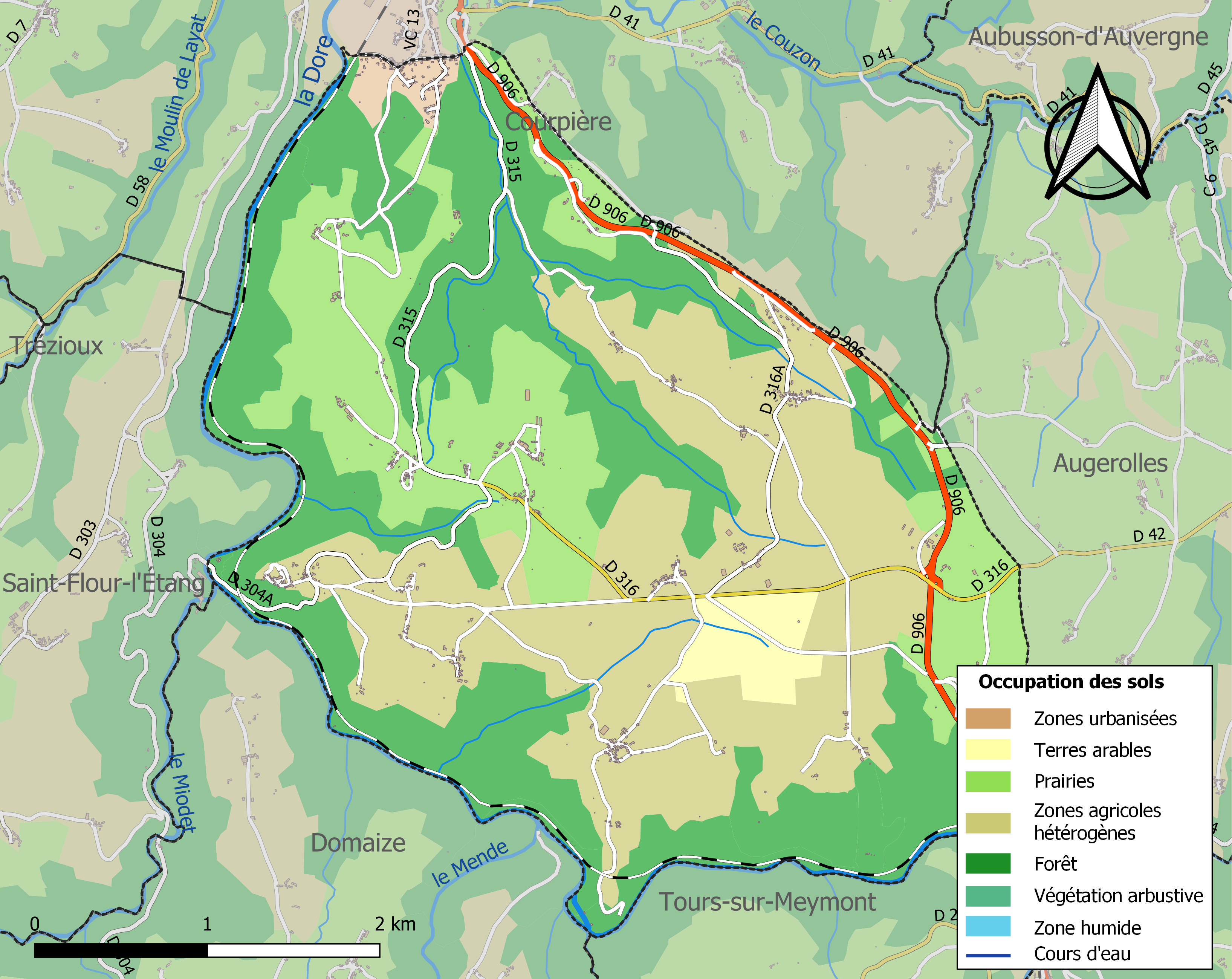
Carte des infrastructures et de l'occupation des sols de la commune en 2018 (CLC).

## L'ancien château

### Le paysage de Sauviat
Sauviat, une des communes du canton de Courpière, arrondissement de Thiers, s’étend sur 1 527 hectares, sur la rive droite de la Dore. Proche des contreforts des monts du forez, elle est presque, sous la forme d’un plateau bosselé, un pays de piémont, avec des replats, des pentes douces, des sommets bombés, des combes, des vallées et des promontoires, avec des à-pics sur la Dore où s’éboulent les rochers granitiques. Et c’est l’entaille de la Dore, qui a profondément recreusé son lit dans la vieille pénéplaine hercynienne, après le contrecoup du plissement alpin, qui a séparé les monts du Forez, à l’est, et ceux du Livradois à l’ouest. Si l’on comble, en imaginant ces gorges, de l’un à l’autre côté, les lèvres de l’entaille sont sensiblement à la même altitude, et c’est le même paysage, les mêmes roches, les mêmes près pentus, les mêmes taillis en nappes, les mêmes sapinières en cimiers, les mêmes affleurements de rochers. Dans la région correspondant à notre carte, la distinction entre Forez et Livradois n’est qu’une limite « artificiellement » faite par la Dore et entérinée par des géographes. C’est Lucien Gachon qui évoquait un relief digité, avec des ravins en éventail dévalant de la Dore1.
Mais quelle entaille que ces gorges de Sauviat ! Comme l’entaille en V d’un bûcheron. Il faudra attendre la fin du XIXe siècle pour que la voie ferrée osât longer la rivière, en s’engouffrant dans de multiples tunnels. La route n’en a jamais eu l’audace.
La route, route royale, puis impériale, avant notre route actuelle se contente d’effleurer la commune, à l’est (d’importants travaux routiers, en cours d’achèvement, dans la rectification de la Côte de Piboulet, ont dégagé à plusieurs mètres de profondeur, d’énormes blocs morainiques).
Ce pays de Sauviat, protégé à l’ouest par ses à-pics sur la rivière, à l’écart de sa grand-route, a été et est encore, un peu isolé, et peu connu, dans les temps passés, des voyageurs et des écrivains. Les uns2, ceux qui circulaient par la route, ne faisaient pas le crochet jusqu’au chef-lieu de la paroisse, les autres3, ceux qui, au siècle dernier, empruntaient la voie ferrée, méprisaient les deux haltes ferroviaires, et, d’en bas n’apercevaient même les murailles, l’église et le château, fascinés qu’ils étaient par les courants, les remous, les courbes et les parapets, et la gueule inquiétante des tunnels.
C’est peut-être à l’isolement du lieu que château, église et prieuré, doivent leur implantation.

### Un ensemble fortifié sur un éperon dominant la vallée de la Dore
La carte de situation montre bien la particularité du site. Le relief offre, entre Les Graves au sud et Lastioulas, au nord, cinq promontoires, tous orientés vers l’ouest et la rivière Dore. Celui de Sauviat correspond à un étranglement de la vallée, comme les quatre autres, mais avec, en plus, une forme bien régulière fermant la croupe promontoire sur trois directions en arcs de cercle irréguliers. Le sommet formant un replat en échine aplatie, ouvert vers l’est. Les pentes abruptes de la Dore constitueront une défense naturelle. Une muraille, des tours puissantes, le bloc jumelé de l’église et du château barreront l’espace par où peut venir le danger. Ce site de Sauviat est le dernier site important, avant la retombée du massif sur la plaine de la Dore. C’était un lieu bien choisi par les Seigneurs de Montboissier pour y construire forteresse, et, en quelque sorte assurer leur frontière par d’autres pions avancés au Monteil, au Montel, à Aubusson et à Vollore. D’autres postes de guet ont dû exister, aujourd’hui disparus4.
Nous laisserons à l’Abbé historien Adrien Adam la description plus bucolique du lieu :
« le site est incomparable. Il semble que la Providence ait créé ce lieu pour en faire un lieu de prières. Saint Benoît qui, assure un vieil adage, affectionnes les collines, (benedictus colles, Bernardus, vallées…) devait comme nécessairement avoir là un couvent de son ordre, et de fait, un monastère bénédictin a existé sur ce plateau » 5.

### Description où il privilégie l’histoire religieuse à l’explication du choix d’un site défensif
Un facteur a pu être déterminant pour le choix du site : la présence en sous-sol d’une nappe phréatique à six ou sept mètres par rapport au niveau du sol de l’ancien prieuré, au nord de l’abbaye. Le puits ancien, à cinq mètres du mur de l’église, a six mètres trente de profondeur. Nous ne sommes pas en mesure d’évaluer l’épaisseur de la vase dans le fond. En novembre 1998 il avait une hauteur d’eau de 1,30 mètre. Cette nappe alimentait autrefois une fontaine qui coulait, en contrebas du cimetière, plusieurs mares et les fossés du château.
À l’est du bourg, à environ 250 mètres, une fontaine-citerne, aménagée dans le talus de la route, pouvait fournir, en dehors de l’enceinte villageoise, l’eau nécessaire à la basse-cour.

### Les seigneurs-prieurs
La forme du nom de Sauviat a varié à travers les siècles. La forme la plus ancienne étant de Salviacum (978) ou Salviacus, avant l’an mille. Puis les formes de Salviaco, Salviac, Salviat (1287), Salvyat, Saulviac. Selon Dauzat le nom viendrait du patronyme gallo-romain Salvius + suffixe acum6.
Nous avons dressé la liste des prieurs de Sauviat d’après celle dressée par Adrien Adam, en tenant compte de dates rencontrées par les recherches de Lucien Drouot7 et celle de l’archiviste Henry Soanen8.
Hugues Maurice de Montboissier, dit « le Décousu ».
Si l’on en croit l’abbé Adam, Hugues, Maurice, baron de Montboissier se serait rendu à Rome, avec Isengarde, son épouse, pour obtenir du pape l’absolution d’un crime dont il s’était rendu coupable. À son retour, il fonda, en Piémont, pour des religieux bénédictins, l’abbaye de saint-Michel de l’Ecluze.
Cet ancien monastère bénédictin, construit en 998, à plus de 900 mètres d’altitude sur un piton rocheux, surplombe vertigineusement, à l’est de Turin, la Cluse du même nom où coule un affluent du Pô. La date de 998 est retenue par sa fondation9.
Rentré en Auvergne, Hugues de Montboissier aurait fondé trois nouveaux prieurés : Saint Martin de Cunlhat, Saint Pierre d’Arlanc et Saint Michel de Sauviat, ce dernier en 969.
Comment expliquer la date retenue par l’abbé Adam ? La fondation de Sauviat devant se situer après 998. Il est intéressant de noter dans la filiation de l’abbaye de Sauviat, par à la Sacra (ou Sagra) di San Michele de la Cluse, dans le Piémont, le choix de sites dressés en hauteur, comme le Mont Saint Michel, l’élévation vers le ciel correspondant à la symbolique de l’archange Guy, 1259.
Le nom apparaît dans une transaction du 29 mai 1259, où « frater Guido, humilis prior de Salviaco » intervient comme négociateur dans un échange entre l’évêque de Clermont et le prieur de Cunlhat10.
- Le 3 février 1268, Agnon de Maymont se porte caution pour frère Guy, prieur de Sauviat, qui doit cinquante livres clermontoises à un chanoine de l’église de Saint Genès de Thiers.
- Jean de Chazeron, 1406, est désigné comme prieur, « Johannis de Chazayron prioris dicti prioratus Salviaci », lors d’une assise de la justice de Sauviat, tenue le 4 mai 1406. Son nom apparaît pour les assises du 23 juin, du 11 septembre et du 8 novembre de la même année. Jean de Chazeron échangea son prieuré de Sauviat contre celui de San Michele en Piémont11.
- Thomas de Montmorin, 1408. Profès de la Chaise-Dieu. Petit-neveu de Jean de Montmorin, moine de la Chaise-Dieu et prieur de Saint-Dier.
- Jacques du Breuil (Jacobus de Brolio), 1522.
- Jean Mareschal, 1543. « Claramontensis, 1543, 8 calendas Julii Anno 9 Paul III, Joanni Mareschal, commandeur prioratus de Salviat. Odinis S. Benedicti. Claramontensis diocesi »12. Le 11 avril 1548, il nomme « Messire AntoineBranel, prebtre de l’esglize de Courpière, son vicaire général, par lettres reçues de Jehan d’Alyon, notaire royal de Salvyat, en présence de Pierre de la Court, hoste du dit Salvyat ».
- Clément Grosdepain, 1544. 17 calendas Augusti, Anno 10 Paul III. Clementi Grosdepain, commandant prioratus de Salviaco, ordinis S. Benedicti Claramontensis.
- Étienne de La Barge, 1562. 1600. Docteur en droit, chanoine, comte de Lyon, sacristain et archidiacre de Lyon, prieur de Saint Martin de Chambonnet, d’Augerolles et de Sauviat, abbé d’Ydrac et de Saint André les Clermont.
- Pierre Michal, 1600-1609.
- Jean-Baptiste de La Barge, 1609. Ligier de La Barge, 1634 (décès le 16 mars 1634).
- François Paule de La Barge, 1634.
- François Christophe de La Barge, l’aîné, 1645.
- François Christophe de La Barge, le Jeune, 1645-1653.
- Pierre de Gourdon, 1653-1676.
- François de Fondras de Contenson, 1676-1726.
- Antoine de Montmorillon, 1726-1746.
- Claude la Feuille, 1746-1755.
- Barthélémy Delotz, 1755-1782
- Jean-Baptiste Quinel, 1782-1790. Il fit faire d’importantes réparations au château prioral et au moulin de la Dore. Il fut le dernier prieur de Sauviat avant la nationalisation des biens.

Sont passées sous silence toutes les procédures entraînées par la mise en commende du prieuré : multicandidatures pour la fonction de prieur, trafic d’influences, échanges des charges, vente de charges, vacance du priorat, abus divers, par exemple un titulaire de la charge de prieur est nommé à l’âge de deux ans.

### Droits et justice du prieur
Salvyat.
"La juftice de Salvyat appartient au prieur du lieu. Le prieuré, qui eft une dépendance de l’abbaye de Saint Michel de l’Eclufe, a été fondé par les feigneurs de Montboiffier : il est dénommé Selviacum dans une donation d’Amblard, archevêque de Lyon, à l’abbaye de Cluni en 978. L’abbé de Saint Michel de l’Eclufe accorda, en 1182, la grande défenfe du prieuré de Sauvyat, à Robert, comte d’Auvergne." (Coutume, Riom. Bal. Pr. P. 29. Ib. Page 70). Écrit Guillaume Chabrol dans les Coutumes locales de Haute et Basse Auvergne (Riom 1788).
Selon Adrien Adam, un des descendants de Hugues de Montboissier, Adalard de Boissonnelle, au milieu du XIIe siècle, abandonna au prieuré de Sauviat la seigneurie et la justice du lieu.
La seigneurie s’étendait sur toute la paroisse, à l’exception du quartier haut, (le château constituant le quartier du prieuré) qui relevait des seigneurs d’Aubusson et Montel. Le prieur avait droit de haute, moyenne et basse justice sur les mas et villages, sauf le village de Bathiniou (Batignoux) qui relevait du bailliage d’Aubusson et Montel. Une charte, publiée dans Histoire vue d’Auvergne de Mrs Manry, Sève et Chaulanges (Tome I, fasc 1 p. 129), précise les obligations de guet et réparation des châteaux du seigneur de Montboissier : Montboissier, Boissonnelle, Aubusson, le Monteil, Vaux-Méaude.
« … chacun indistinctement, seront tenus en temps de nécessité de faire guet et veille dans ces châteaux, chaque fois que besoin sera, qu’ils s’y réfugient eux-mêmes ou y rassemblent leurs biens pour leur sauvegarde, ou non.
Mais les hommes qui se réfugieront eux-mêmes ou rassembleront leurs biens dans ces châteaux, et non les autres, seront tenus de refaire, chaque fois que besoin sera, pieux et palissades qu’il est d’usage et de nécessité d’établir au devant de la ceinture des murailles et des châteaux, ils seront aussi tenus de restaurer et réparer les fossés habituellement existants, s’il y en a, mais ils ne seront nullement tenus de faire des réparations aux principales murailles, ni aucune autre réparation, sauf celles auxquelles oblige la coutume générale d’Auvergne… 30 avril – 5 mai 1403. »
La transcription par M, Lucien Drouot du Registre des Assises de la justice temporelle du Prieuré de Sauviat du 4 mai 1406 au mois de février 1415 (Notes et Documents pour servir l’histoire du Livradois, Chroniques d’Ambert, Hors-série n° 22, 1994) apporte de précieux renseignements sur les droits de Justice du prieur de Sauviat :
Le guet : "Folio 107 r°, 21 février 1412". Les hommes de la juridiction et justice de monseigneur le prieur de Salviat pour et les autres habitants du dit lieu ont promis de faire le guait au lieu de Salviat toutes et quantes foiz ilz en seront requis.
La prison : "Folio 124 r°, 22 décembre 1413". Aujourd’hui a este donne licence a ceulx de la terre de Salviat que, en quelque part qu’ilz puissent trouver malfaiteus qu’ilz les puissent prandre et admener en prison et commander es autres qu’ilz donnent aide.
Les amendes : "Folio 124v°. 8 janvier 1414". Affaire Johannet de Chaelas (de Chelles) contre Pierre de Chaelas. Pierre l’a appelé larron et non obstant l’a battu… (Pierre de Chaelas) a confessé avoir dites les dites injures et pour ce condampne en l’esmende. Taxe 5 sols.
La mention marginale remissa per dominum pourrait montrer que le dit Pierre s’est justifié ou la mansuétude des juges ou l’attente de compléments d’information.

### Le château ancien
Nous sommes en présence d’une construction qui a été a demi démolie à la Révolution. Les murailles, les tours, une partie des bâtiments ont servi de carrières aux habitants du pays. De nombreux remaniements successifs et partiels, des travaux de consolidation ou de reconstruction sont nettement visibles. Vers 1929 Henri Soanen, archiviste de Thiers, écrivait « Il existe de vastes ruines indiquant un château-fort considérable »13. L’observation attentive permet de retrouver le plan de l’ancienne forteresse qui était construction défensive, demeure seigneuriale et « hostel prioral ». L’enceinte fortifiée se composait de quatre courtines sur un plan rectangulaire tendant vers le carré, flanquée de quatre tours d’angle, le château était séparé de l’église par un espace occupé aujourd’hui par un chemin public allant au cimetière. Rien ne permet d’affirmer qu’il y eût là des bâtiments secondaires (qui auraient masqué les verrières de l’église).
Les constructeurs ont utilisé un accident naturel du sol : l’affleurement rocheux constituant, côté sud, une petite falaise de 5 ou 6 mètres dont la base se poursuit par une pente naturelle, vers le sud, puis par un terrain très humide, zone de «sagne» si fréquente dans notre région. La forteresse s’adossera à ce revers et la construction, conditionné par ces deux niveaux : au nord le petit plateau tabulaire de l’église et du cloître, au sud par cette pente plus ou moins aménagée en terrasse. La zone humide permettra le creusement d’un large fossé, dont une partie subsiste. Le comblement de ces fossés est précisé dans des documents d’époque14. Les courtines joignant les tours avaient environ 25 mètres d’ouest en est et environ 15 mètres du nord au sud. Le mur, épais de plus d’un mètre des courtines A et B du plan était surmonté d’un chemin de ronde, la maçonnerie ancienne, visible dans l’ancienne remise faisant l’angle nord-est de l’enceinte porte peut-être la trace d’un passage intérieur, à l’intérieur de la muraille, faisant communiquer le niveau du sol avec le chemin de ronde. L’emplacement (R sur le plan) serait-il celui d’une salle de garde, au-dessus d’une grande voûtée, en parfait état de conservation, et dont la voûte, comme celles encore visibles à Mauzun, ne porte aucune trace de coffrage ?
La courtine sud offre un mur avec des reprises de maçonneries, des remplois de moellons et un curieux arc de décharge, apparemment inutile, mais qui a dû surmonter une petite poterne aujourd’hui murée, donnant sur les fossés, et située à égale distance des deux tours T1 et T2. De toute évidence la forteresse n’offrait qu’une petite cour intérieure, la porte existante (XV°) donnant sur une tourelle d’escalier à vis, aujourd’hui démolie (seul demeure le noyau de la base). Du palier de cette porte on avait accès à la salle des gardes, salle présumée, à la grosse tour T2, et aux appartements privés du prieur.
La tour sud-est est bien conservée, dans les trois-quarts inférieurs de sa structure (T2). Elle a beaucoup de points communs avec la tour prison du château de Pierrefonds, dans le département de l’Oise15. Elle présente la même construction en assises horizontales, la même voûte coupole, répartissant mieux la poussée. Une bande circulaire horizontale de pierres blanches, de faible largeur, ceinture, comme un listel, la limite entre partie cylindrique et voûte, le cachot inférieur comporte, comme à Pierrefonds, des latrines dont l’évacuation se fait à la base de la courtine est presque contre la tour. Notons aussi le même orifice qui permettait de descendre prisonnier et nourriture dans cet espace sans autre ouverture avec l’extérieur que le trou mentionné plus haut, trou fermé d’un tampon de pierre et condamné par une barre cadenassée16. Mêmes meurtrières. Ces meurtrières d’une hauteur de 3,20 mètres permettaient à la fois le tir lointain et le tir rapproché. L’ébrasement dans la muraille permet à l'archer mais surtout à l’arbalète un tir redoutable par sa précision et sa puissance de pénétration. Le tir en cloche semblait imprévisible, la base de la fente, après un glacis oblique déviait la flèche ou le carreau à hauteur d’homme. Viollet-le-Duc classe la tour prisonnière de Pierrefonds dans les constructions du XII°. Nous savons qu’elles sont apparues plus tardivement, XIIIe siècle voire XIVe siècle, selon les régions. La datation précise pour Sauviat est à déterminer avec prudence17.

### Les destructions révolutionnaires
Le 4 mai 1791 les administrateurs du district de Thiers vendirent, en présence des commissaires de la municipalité de Sauviat les immeubles du prieuré. Ils se répartissaient en quatre lots qui intéressaient les acheteurs de Sauviat, d’Olmet et de Courpière. Le château fut vendu 3050 livres à un certain Jean Dumas, serrurier à Courpière (où il était imposé pour une soixantaine de biens, assez dispersés sur la commune). Il s’agissait sans doute d’un placement d’argent poussé par l’inquiétude d’un effondrement monétaire. Le sieur Dumas ne pouvait prévoir le décret de la Convention nationale des 18 et 21 mars 1793 ordonnant « le dénombrement et désignation des vieux châteaux d’émigrés et autres compris parmi les biens nationaux (art. 1), la démolition de ces châteaux, l’emploi et la distribution qui pourraient être faits des matériaux provenant de ces démolitions, en faveur des citoyens peu fortunés ».
Le 1er mars 1794 les représentants du peuple signent à Courpière l’arrêté suivant : 
Le citoyen Dumas avait eu des raisons de faire appel aux délégués de Châteauneuf de Randon. Quelques jours auparavant, très exactement le 26 février, la municipalité de Sauviat, dans sa délibération du 8 ventose an 2, avait arrêté (article 6 page 34) qu’elle surveillera la prompte démolition des tours fortifiées sur la hauteur de Sauviat, lesquelles appartiennent au citoyen Dumas de Courpière, qui recevra de suite (sic) un ordre à ce sujet. Dans l’article additionnel de la page 35 du même registre on accélère les travaux de démolition (après un bref et sec rappel à l’ordre du district de Thiers), en donnant aux habitants l’autorisation de transformer les fortifications en carrières de pierres : «Les citoyens de la commune de Sauviat, ou qui y ont des possessions, sont autorisés à prendre des pierres sur la grande tour contiguë au cimetière en la démolissant. Il sera permis à quiconque de renverser aussi la muraille antique qui l’avoisine comme vieille fortification délabrée. Les matériaux appartiendront aux démolisseurs et en cas de dégradations au cimetière, ils seront réparés aux dépens de ceux qui démolissent».

### Le château depuis...
Plusieurs propriétaires se succèderont dans la possession du château de Sauviat : Archimbaud-Mandonnet, Comte de Peyroux de Salmagne, Jean Piron, abbé Jean-Baptiste Robert, curé desservant Sauviat, Retru.
Le 6 novembre 1909, le prêtre à la retraite, demeurant à Chamalières, vend à Louis Retru, peintre demeurant à Clermont-Ferrand, sa propriété de Sauviat, dite ancien château de Sauviat, comprenant bâtiments d’habitation, grange, écurie, cave, cour et jardin, vigne en mauvais état et terre, le tout d’un seul ténement, d’une surface approximative de 8 ares. Le nouveau propriétaire entreprend des travaux (consolidation, reprise de maçonnerie…) qu’il n’achèvera pas. S’inspirant du style néogothique il peindra (au pochoir souvent) des semis de fleurs de lys, diverses frises. C’est sans doute lui qui aménagea une grande cheminée jouxtant la grande tour. Le 16 avril 1933 il vend le château au docteur Maurice Gadrat qui ouvrira un cabinet médical à Courpière. La vente est consentie et acceptée pour le prix de vingt mille francs, objet mobiliers, meubles compris. Depuis 1933 cette propriété est restée dans la famille. Le château a été  habité puis vendu par M. Maurice Gadrat.

#### Décembre 2009 àce jour[Quand?]
En 2009, de nouveaux propriétaires habitent le Château et Prieuré de Sauviat répertorié depuis  l'an mil.
- 1 : Lucien Gachon : Le Massif du Livradois. Géographie physique. Extrait du bulletin de l’Association française pour l’étude du sol. Station d’agronomie du Massif Central. Envoi au maire de Sauviat du 11 juillet 1961.
- 2 : Miss Louisa Stuart-Costello : A pilgrinage to Auvergne from Picardy to Velay. Publié en 1842 à Londres par Richard Butley. Imprimé par J. de Bussac, Clermont-Ferrand 1945. Préface de Louis Bréhier. « De Courpière à Olliergues (le trajet se fait par la route) le pays est magnifique, riche et varié et extrêmement pittoresque. La route longe la plupart du temps les bords de ravissants petits ruisseaux de montagne, la Durolle et la Dore. Leurs lits sont parsemés de rochers au-dessus desquels l’eau bondit avec impétuosité, formant une série ininterrompue de cascade successives. »
- 3 : G. Fraipont : Les montagnes de France : l’Auvergne. Paris, Henri Laurens, éditeur.
- 4 : L’existence de souterrains-refuges, de tours et maisons fortes, aujourd’hui disparues, se révèle par certains indices dont l’étude est en cours.
- 5 : Archives Départementales du Puy de Dôme. (Dans la suite des notes A.D. 63), 6F156, Fonds Adam. La Vicomté et Paroisse de Sauviat.
- 6 : A.G. Manry : Histoire des communes du Puy de Dôme, Editions Horvath, 1988.
- 7 : Lucien Drouot : Notes et documents pour servir l’Histoire du Livradois, du Vallorgue et des Pays de la Vallée de la Dore.
- 8 : Henri Soanen : Archives municipales de Thiers. Fonds Soanen. Cahiers 26 et 27.
- 9 : Guide vert Italie.
- 10 : Lucien Drouot : Notes et documents pour servir l’Histoire du Livradois, du Vallorgue et des Pays de la Vallée de la Dore.
- 11 : Au moment au Jean de Chazeron était prieur de Sauviat, la maison de Chazeron possédait la terre de Vollore apportée par le mariage vers 1384, de Marguerite de Thiers avec Oudard de Chazeron.
- 12 : Note de Guillemot dans les cahiers d’Henry Soanen. Fonds Soanen. Archives de Thiers. Cahiers 26-27.
- 13 : Note de Guillemot dans les cahiers d’Henry Soanen. Fonds Soanen. Archives de Thiers. Cahiers 26-27.
- 14 : Seule la partie du fossé, à l’extrémité nord, n’a pas été comblée, sans doute pour réserver un point d’eau. Le reste du fossé, comblé, est souligné par une haie de roseaux qui retrouvent en profondeur leur milieu naturel.
- 15 : Auguste Choisy : Histoire de l’architecture. Date les défenses et les tours de Pierrefonds de 1400 environ. Malgré l’apparition de l’artillerie, vers 1346, et les progrès techniques des pièces à feu, les fortifications gothiques continuèrent à la défense des forteresses, le tir des canons manquant de précision. Le canon était un engin trop imparfait pour ruiner à distance les murailles malgré l’énormité des boulets qu’il projetait contre elles.
- 16 : Viollet-le-Duc, ouvrage cité.
- 17 : Architecture militaire au Moyen Âge. Éléments de la fortification, Auguste Choisy, 1899.

## Politique et administration

### Découpage territorial
La commune de Sauviat est membre de la communauté de communes Thiers Dore et Montagne, un établissement public de coopération intercommunale (EPCI) à fiscalité propre créé le 1er janvier 2017 dont le siège est à Thiers. Ce dernier est par ailleurs membre d'autres groupements intercommunaux. Jusqu'en 2016, elle faisait partie de la communauté de communes du pays de Courpière.
Sur le plan administratif, elle est rattachée à l'arrondissement de Thiers, à la circonscription administrative de l'État du Puy-de-Dôme et à la région Auvergne-Rhône-Alpes. Jusqu'en mars 2015, elle faisait partie du canton de Courpière.
Sur le plan électoral, elle dépend du canton des Monts du Livradois pour l'élection des conseillers départementaux, depuis le redécoupage cantonal de 2014 entré en vigueur en 2015, et de la cinquième circonscription du Puy-de-Dôme pour les élections législatives, depuis le dernier découpage électoral de 2010.

### Élections municipales et communautaires

#### Élections de 2020
Le conseil municipal de Sauviat, commune de moins de 1 000 habitants, est élu au scrutin majoritaire plurinominal à deux tours avec candidatures isolées ou groupées et possibilité de panachage. Compte tenu de la population communale, le nombre de sièges à pourvoir lors des élections municipales de 2020 est de 15. La totalité des quinze candidats en lice est élue dès le premier tour, le 15 mars 2020, avec un taux de participation de 58,77 %.

#### Chronologie des maires

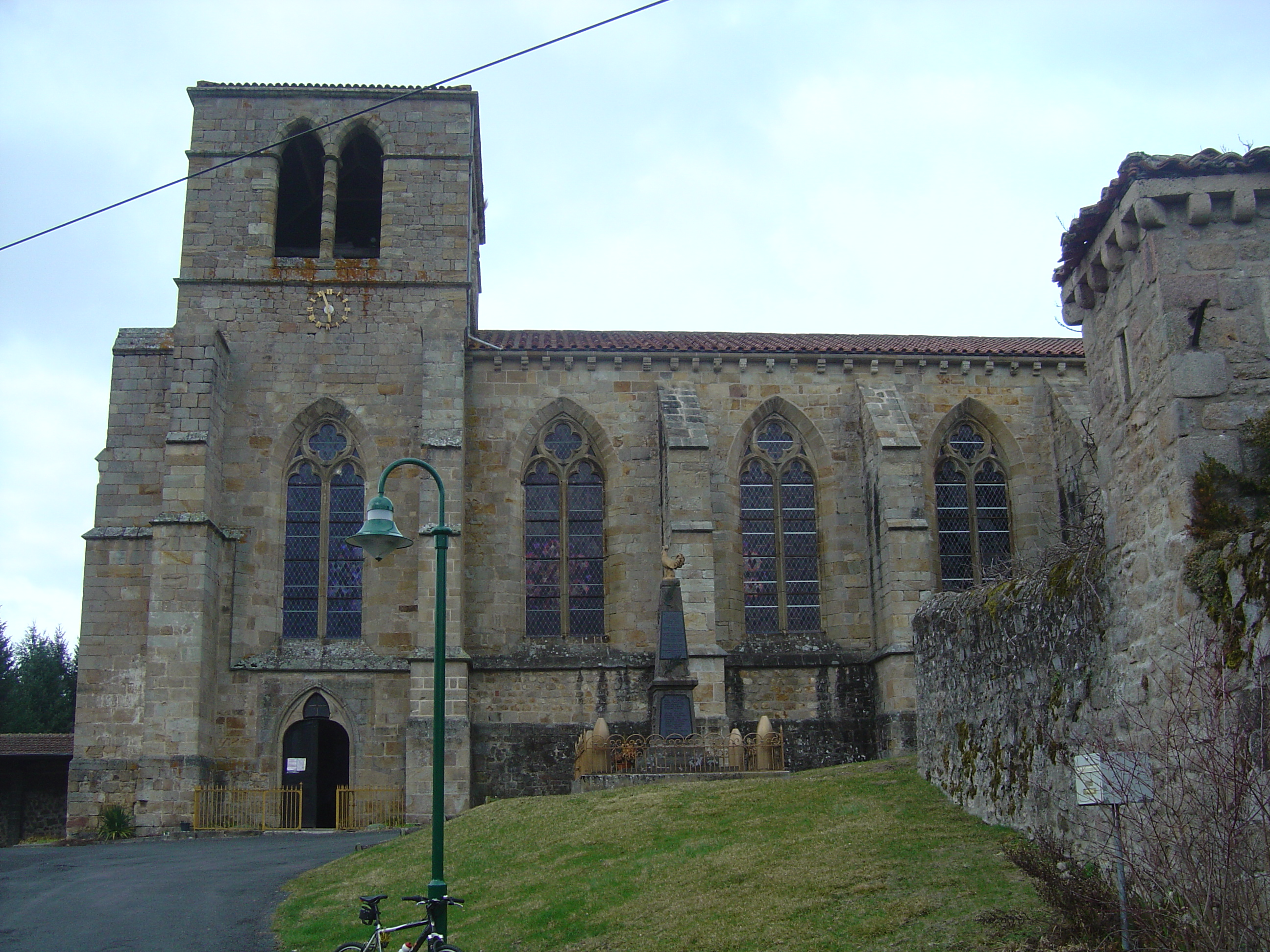
Église du XIVe siècle.

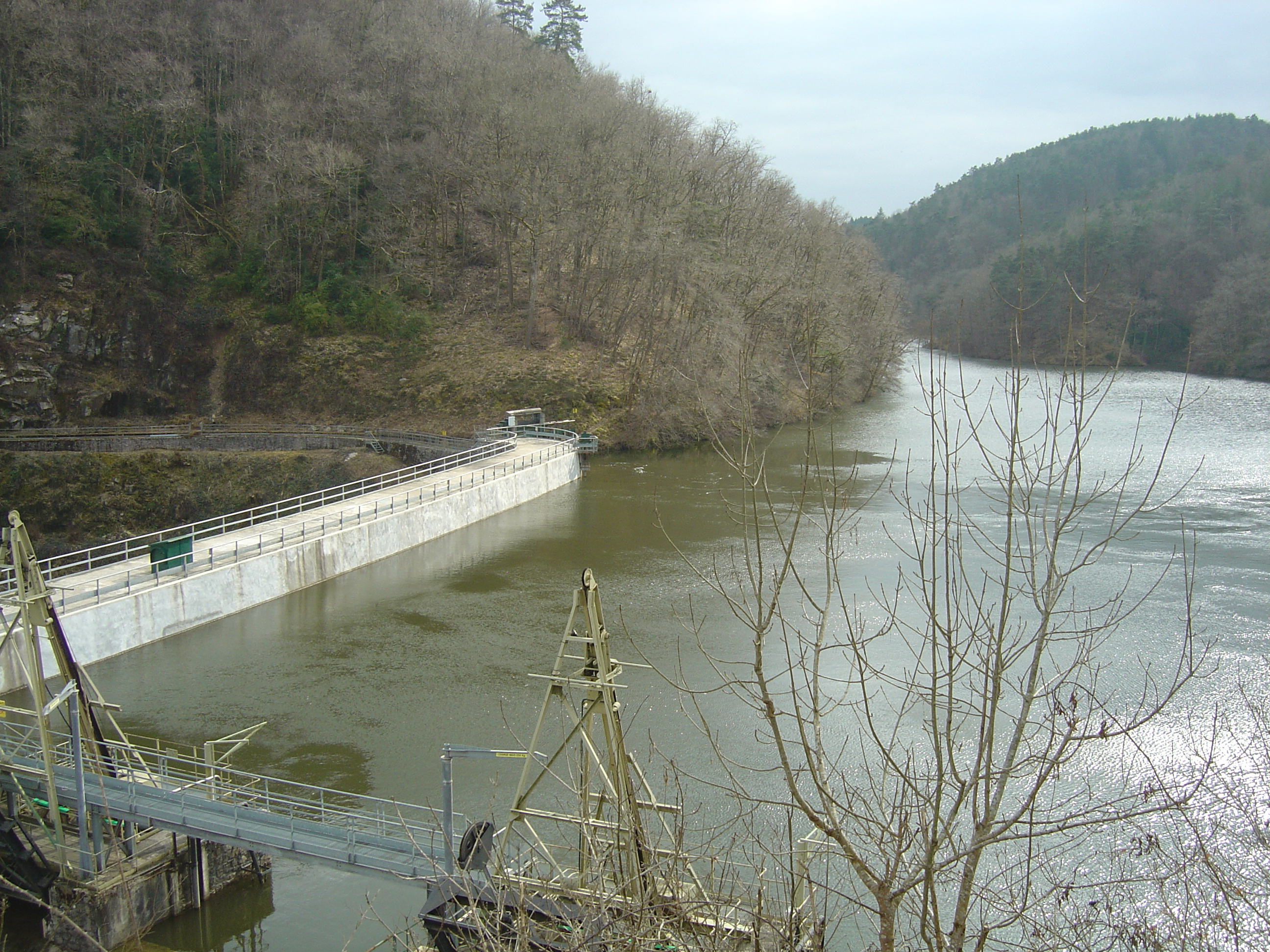
Barrage EDF de Sauviat, sur la Dore.

| Période                                  | Période                         | Identité        | Étiquette | Qualité     |
| ---------------------------------------- | ------------------------------- | --------------- | --------- | ----------- |
| Les données manquantes sont à compléter. |                                 |                 |           |             |
| mars 2001                                | mars 2008                       | Michèle Charles |           |             |
| mars 2008                                | mai 2020                        | Paul Perrin     |           |             |
| mai 2020                                 | En cours (au 17 septembre 2020) | Rachel Bournier |           | Commerciale |

## Population et société

### Démographie
L'évolution du nombre d'habitants est connue à travers les recensements de la population effectués dans la commune depuis 1793. Pour les communes de moins de 10 000 habitants, une enquête de recensement portant sur toute la population est réalisée tous les cinq ans, les populations de référence des années intermédiaires étant quant à elles estimées par interpolation ou extrapolation. Pour la commune, le premier recensement exhaustif entrant dans le cadre du nouveau dispositif a été réalisé en 2006.

En 2022, la commune comptait 587 habitants, en évolution de +8,1 % par rapport à 2016 (Puy-de-Dôme : +2,1 %, France hors Mayotte : +2,11 %).
| 1793 | 1800 | 1806 | 1821 | 1831 | 1836 | 1841 | 1846 | 1851  |
| ---- | ---- | ---- | ---- | ---- | ---- | ---- | ---- | ----- |
| 879  | 914  | 852  | 724  | 778  | 808  | 830  | 916  | 1 016 |

| 1856 | 1861 | 1866 | 1872 | 1876 | 1881  | 1886 | 1891 | 1896 |
| ---- | ---- | ---- | ---- | ---- | ----- | ---- | ---- | ---- |
| 987  | 895  | 940  | 936  | 996  | 1 091 | 877  | 888  | 832  |

| 1901 | 1906 | 1911 | 1921 | 1926 | 1931 | 1936 | 1946 | 1954 |
| ---- | ---- | ---- | ---- | ---- | ---- | ---- | ---- | ---- |
| 802  | 849  | 793  | 641  | 614  | 601  | 576  | 459  | 403  |

| 1962 | 1968 | 1975 | 1982 | 1990 | 1999 | 2006 | 2011 | 2016 |
| ---- | ---- | ---- | ---- | ---- | ---- | ---- | ---- | ---- |
| 370  | 325  | 318  | 379  | 428  | 447  | 499  | 522  | 543  |

| 2021 | 2022 | - | - | - | - | - | - | - |
| ---- | ---- | - | - | - | - | - | - | - |
| 575  | 587  | - | - | - | - | - | - | - |

## Culture locale et patrimoine

### Lieux et monuments
- Dans le bourg de la commune de Sauviat, il est possible d'admirer le château privé et l'église Saint-Loup, ouverte à la visite.
- Un barrage hydroélectrique, exploité par EDF, situé non loin du bourg et visible d'un point de vue panoramique en contrebas de la commune. Cependant, il n'est pas sur le territoire de la commune.
- Le Train touristique du Livradois-Forez, exploité par AGRIVAP Les trains de la découverte, passe sur la commune.

### Patrimoine naturel
- La commune de Sauviat est adhérente du parc naturel régional Livradois-Forez.

### Personnalités liées à la commune
En 1581, Montaigne, de retour de son voyage de 17 mois qui l'avait conduit de la Fère, près de Beaumont-sur-Oise à Rome en passant par le Sud de l'Allemagne et le Trentin, revint dans le Bordelais en passant par Lyon, Thiers, Clermont-Ferrand et Sauviat, où il fit halte avant de s'arrêter à Limoges.